# Globi d'oro 2024
La 64ª edizione dei Globi d'oro si è tenuta mercoledì 4 luglio 2024 a Villa Massimo a Roma.
La candidature sono state annunciate il 10 giugno 2024; il film con più candidature è stato Gloria! con quattro candidature, seguito da Io capitano e Confidenza con tre. Durante la cerimonia è stato assegnato il Globo d'oro alla carriera a Monica Bellucci.

## Candidati e vincitori
I vincitori sono indicati in grassetto, a seguire gli altri candidati.
Miglior film
- C'è ancora domani – Paola Cortellesi
- Gloria! – Margherita Vicario
- Io capitano – Matteo Garrone

Miglior regista
- Io capitano – Matteo Garrone
- C'è ancora domani – Paola Cortellesi
- La chimera – Alice Rohrwacher

Miglior opera prima
- Gloria! – Margherita Vicario
- Felicità – Micaela Ramazzotti
- Palazzina Laf – Michele Riondino

Miglior commedia
- Romeo è Giulietta – Giovanni Veronesi
- 50 km all'ora – Fabio De Luigi
- Sei fratelli – Simone Godano

Miglior serie TV
- Un amore
- Per Elisa - Il caso Claps
- Supersex

Miglior attore
- Elio Germano – Confidenza
- Antonio Albanese – Cento domeniche
- Pierfrancesco Favino – Comandante

Miglior attrice
- Micaela Ramazzotti – Felicità
- Rebecca Antonaci – Finalmente l'alba
- Federica Rosellini – Confidenza

Giovane promessa
- Rebecca Antonaci – Finalmente l'alba
- Andrea Fuorto – Patagonia
- Simone Zambelli – Misericordia

Miglior sceneggiatura
- Daniele Luchetti e Francesco Piccolo – Confidenza
- Matteo Garrone, Massimo Gaudioso, Massimo Ceccherini e Andrea Tagliaferri – Io capitano
- Edoardo De Angelis e Sandro Veronesi – Comandante

Miglior fotografia
- Paolo Carnera – Adagio
- Angelo Sorrentino – Diabolik, chi sei?
- Gianluca Palma – Gloria!

Miglior musica
- Margherita Vicario e Davide Pavanello – Gloria!
- Pivio e Aldo De Scalzi – Diabolik, chi sei?
- Subsonica – Adagio

Miglior documentario
- Posso entrare? An ode to Naples, regia di Trudie Styler
- Bangarang, regia di Giulio Mastromauro
- Roma, santa e dannata regia di Marco Giusti, Roberto D'Agostino, Daniele Ciprì

Miglior cortometraggio
- Unfitting, regia di Giovanna Mezzogiorno
- L'ultima poesia, regia di Leonardo Petrillo
- Nel cognome che ho scelto, regia di Lorenzo Sepalone

Gran Premio della stampa estera
- Maurizio Lombardi

Globo d'oro alla carriera
- Monica Bellucci